# Arbāb Kandī
Arbāb Kandī (persiska: ارباب كندی, Arbāb, اَورَ, اِورِه, اَروَ, اَرباب, اَروِه) är en ort i Iran.   Den ligger i provinsen Ardabil, i den nordvästra delen av landet, 400 km nordväst om huvudstaden Teheran. Arbāb Kandī ligger 1 146 meter över havet och antalet invånare är 903.
Terrängen runt Arbāb Kandī är huvudsakligen kuperad, men åt nordost är den platt. Arbāb Kandī ligger nere i en dal. Runt Arbāb Kandī är det ganska tätbefolkat, med 139 invånare per kvadratkilometer. Närmaste större samhälle är Lārī, 17,1 km väster om Arbāb Kandī. Trakten runt Arbāb Kandī består i huvudsak av gräsmarker.